# Manufacture Zuber
Pour les articles homonymes, voir Zuber.
 (janvier 2023).
Si vous disposez d'ouvrages ou d'articles de référence ou si vous connaissez des sites web de qualité traitant du thème abordé ici, merci de compléter l'article en donnant les références utiles à sa vérifiabilité et en les liant à la section « Notes et références ».
La manufacture Zuber est une entreprise de fabrication de papier peint, fondée en 1790 et installée à Rixheim en 1797 dans une ancienne commanderie de chevaliers teutoniques. Zuber fabrique également des tissus d'ameublement, des cuirs et de la peinture.
Elle imprime toujours aujourd'hui, ce qui en fait la plus ancienne manufacture de papier peint encore en activité.
La manufacture Zuber a conservé un ou plusieurs exemplaires d'un très grand nombre de ses créations, environ 130 000 documents. La force principale de ce fonds demeure son ampleur, inédite dans la profession, surtout au cours de la seconde moitié du XIXe siècle.

## Localisation
La manufacture Zuber est située au 26-28, rue Zuber à Rixheim dans le département français du Haut-Rhin.

## Historique
L'histoire de la manufacture Zuber & Cie a ceci de particulier qu'elle est à l'image très fidèle de l'histoire du papier peint en Europe.

### La manufacture
À l'origine et en raison sans doute des similitudes existant entre l'industrie naissante du papier peint (quelques ateliers se sont ouverts à Paris) et l'industrie sur étoffe, florissante dans l'Alsace de cette fin du XVIIIe siècle, Jean-Jacques Dollfus, un indienneur de Mulhouse crée en 1790 pour son fils Nicolas, et en annexe de son affaire, un atelier d'impression sur papier.
Très vite, la petite fabrique cherche à s'agrandir et s'installe en 1797 à Rixheim, dans les bâtiments d'une ancienne commanderie de l'ordre Teutonique, que la manufacture occupe encore à ce jour pour l'essentiel de ses ateliers.
Jean Zuber, entré à 18 ans dans l'affaire comme voyageur, en devient l'unique propriétaire en 1802. Dès lors, la manufacture prend son nom et va connaître tout au long du XIXe siècle un essor exceptionnel dû aussi bien aux innovations sur les procédés de fabrication et aux techniques d'impression développées à Rixheim qu'aux qualités artistiques tout à fait remarquables des productions qui, aujourd'hui encore, font la réputation et le prestige d'un nom connu dans le monde entier.
Outre ses célèbres décors panoramiques, la manufacture va créer une fort abondante collection de dessins pour papiers peints ou motifs tels que frises, bordures, rosaces, éléments d'architecture en trompe-l’œil qui, avant d'être imprimés, nécessiteront la gravure de dizaines de milliers de planches. Aujourd'hui encore, 80 à 90 % de sa production, et particulièrement les plus beaux et les plus célèbres de ses décors panoramiques, sont imprimés avec les procédés traditionnels à la main et les planches d'origine.

### Les panoramiques
Les premiers décors panoramiques apparaissent en 1804. Ils se multiplient sous la Restauration puis déclinent après le Second Empire. Seule la France en a produit et si la manufacture Zuber se place d'emblée parmi les deux premières firmes, par la qualité et l'importance de ses productions, elle témoigne, plus que toute autre, d'une remarquable continuité puisqu'elle reste la seule au monde à n'avoir jamais cessé la production de scènes panoramiques.
Entre 1804 et 1860, Jean Zuber et ses successeurs vont produire pas moins de 25 décors panoramiques. Le secret de leur réussite, et du prestige de leurs productions dans le monde, fut de s'assurer le concours d'artistes de qualité qui surent à la fois conformer leur talent aux contraintes techniques des papiers peints et donner à leurs œuvres un caractère nettement mural.
Parmi ces artistes, Pierre-Antoine Mongin fut le créateur de 7 décors pour la manufacture. Ses Vues de Suisse resteront dans l'histoire du papier peint le premier décor panoramique créé en France. Deltil signera par la suite les grands décors tels que les Vues du Brésil, les Vues d'Amérique du Nord ou les Courses de chevaux. De la collaboration d'Ehrmann, Zipelius et Fuchs naîtront Isola Bella, Eldorado et les Zones terrestres.

### Les planches d'impressions
De manière exceptionnelle, plusieurs milliers de planches de bois sculptées par les ouvriers de la manufacture au cours de son histoire ont été conservées jusqu'à aujourd'hui et sont entreposées dans les caves médiévales datant du XVe siècle.
Ces planches ont été classées au titre « objet » sur la liste des monuments historiques par arrêté du 18 juin 1993 et font partie du patrimoine national. Elles servent encore aujourd’hui pour l’impression d’une partie importante de la production.

## Décors panoramiques

### Décors imprimés à la planche
Le terme de décor panoramique est utilisé lorsque le motif, souvent de type paysage, se déploie de manière continue sur plusieurs lés (rouleaux) de papier peint collés l’un à côté de l’autre.
L’impression à la planche est la technique traditionnelle ancienne d’impression du papier peint. Des planches en bois portent des éléments du motif gravés en relief. On imprime manuellement du papier peint en pressant la planche sur le rouleau de papier. L’impression des décors panoramiques nécessite un très grand nombre de planches différentes, plus d’un millier.

#### Liste
- Bocage, par Pierre-Antoine Mongin, 1825
- Côtes de Villefranche, par Ehny-Vogler, 1929
- Courses de chevaux, par Jean Julien Deltil, 1837
- Décor chinois, par Ehrmann et Zipelius, 1832
- Eldorado, par Ehrmann et Zipelius, 1848
- Guerre de l'indépendance américaine, par Jean Julien Deltil, 1852
- Hindoustan, par Pierre-Antoine Mongin, 1807
- Isola Bella, par Ehrmann et Zipelius, 1842-1843
- Jardin japonais, par Potterlet, 1861
- Les Lointains, par Pierre-Antoine Mongin, 1825
- Paysage à chasses, par Jean Julien Deltil, 1831
- Paysage Italien, par Stutz, d'après Arcadie de Mongin, 1912
- Vues de l'Amérique du Nord, par Jean Julien Deltil, 1834
- Vues de Suisse, par Pierre-Antoine Mongin, 1804
- Vues du Brésil, par Jean Julien Deltil, 1829

### Décors imprimés en réédition

#### Liste
- Les Antilles
- Brésil, par Desfosse, 1862
- Combat des Grecs, par Jean Julien Deltil, 1828
- Forêt des Ardennes
- Golfo di Napoli
- Grande chasse au tigre dans l'Inde
- Jardins français, par Pierre-Antoine Mongin, 1821
- Monuments de Paris, 1812-1814
- Panier fleuri
- Paul et Virginie
- Scènes japonaises, par Stutz, 1802
- Scènes siciliennes, par Ehny-Vogler, 1929
- Télémaque
- Terrasses romaines
- Vues de Rixheim
- Vues d'Italie
- Zones terrestres, par Ehrmann et Zipelius, 1855

### Filmographie
- Zuber & Cox, impressions panoramiques, un film de Philippe Poirier, produit par Bix Films pour France Télévisions